# Oscar Tropp

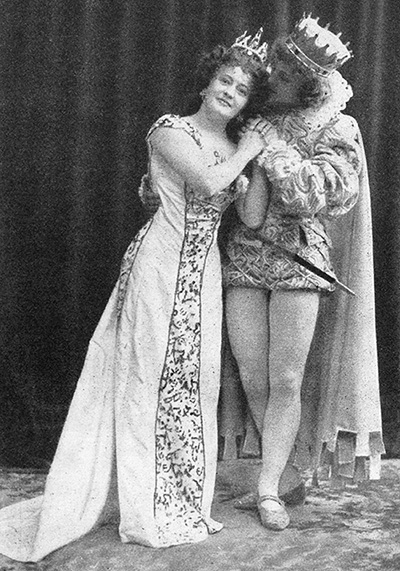
Victoria Strandin och Oscar Tropp i Askungen av Robert Köller och Ernst Ellberg 1907.

Oscar Edvard Tropp, född 8 juni 1882 i Hedvig Eleonora församling, Stockholm, död 3 maj 1934 i Malmö Karoli församling, Malmö, var en svensk dansare, manusförfattare och koreograf.

## Biografi
Föräldrar var Karl August Tropp och Josefina Albertina Frummeri Han var bror till Anna Tropp och Sven Tropp, liksom mormors farfars bror till Petra Mede. Han var ogift.
Tropp blev elev vid Kungliga Operan vid sju års ålder och tillhörde dess ensemble till 1931. Han blev tidigt premiärdansör. Bland hans huvudroller kan nämnas Scheherazade, Cleopatra, Carneval, Per svinaherde och Bergakungen. Tillsammans med brodern Sven gjorde han koreografin till baletterna Narcissos och Mylitta.

## Filmografi
- 1919 – Jefthas dotter
- 1915 – Arlequins frieri
- 1910 – Two-step
- 1907 – Balett ur operan Mignon

### Filmmanus
- 1915 – Arlequins frieri

### Koreografi
- 1919 – Jefthas dotter
- 1910 – Two-step

## Teater

### Koreografi (ej komplett)
| År   | Produktion                                                | Upphovsmän     | Regi                             | Teater         |
| ---- | --------------------------------------------------------- | -------------- | -------------------------------- | -------------- |
| 1910 | En sommarnattsdans, eller Balettens triumf på Söder, revy | Algot Sandberg | Algot Sandberg Wilhelm Berndtson | Södra Varietén |